# Центральная (шахта)

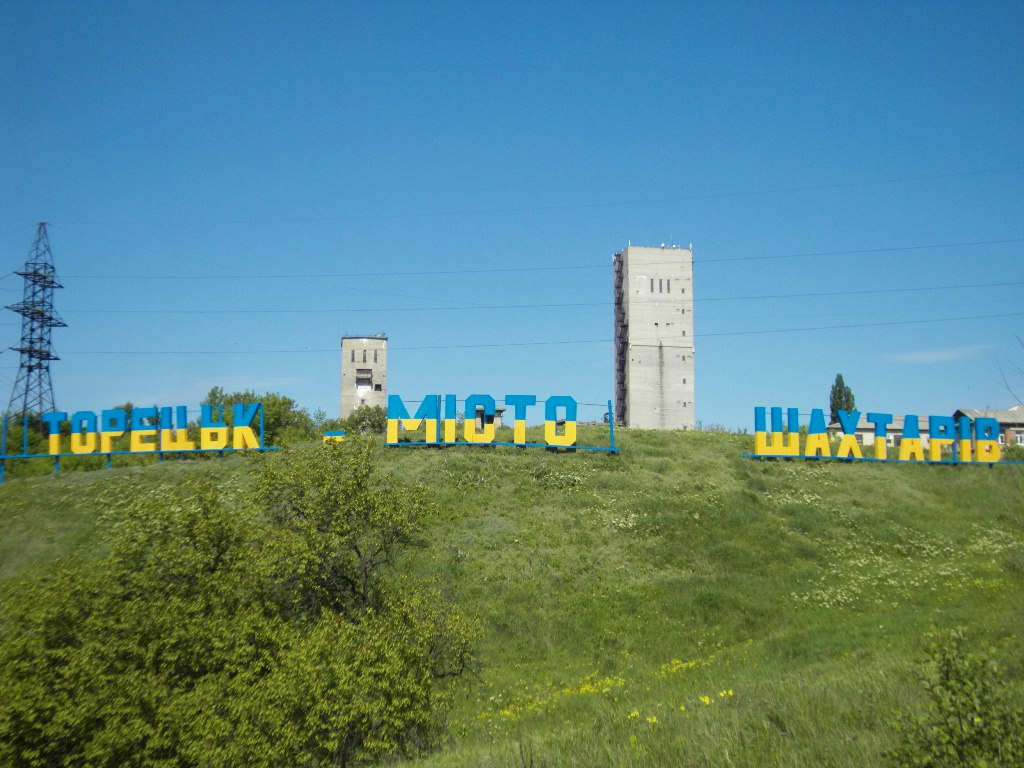
Башенные копры Центральной. На переднем плане стела «Торецк — город шахтёров»

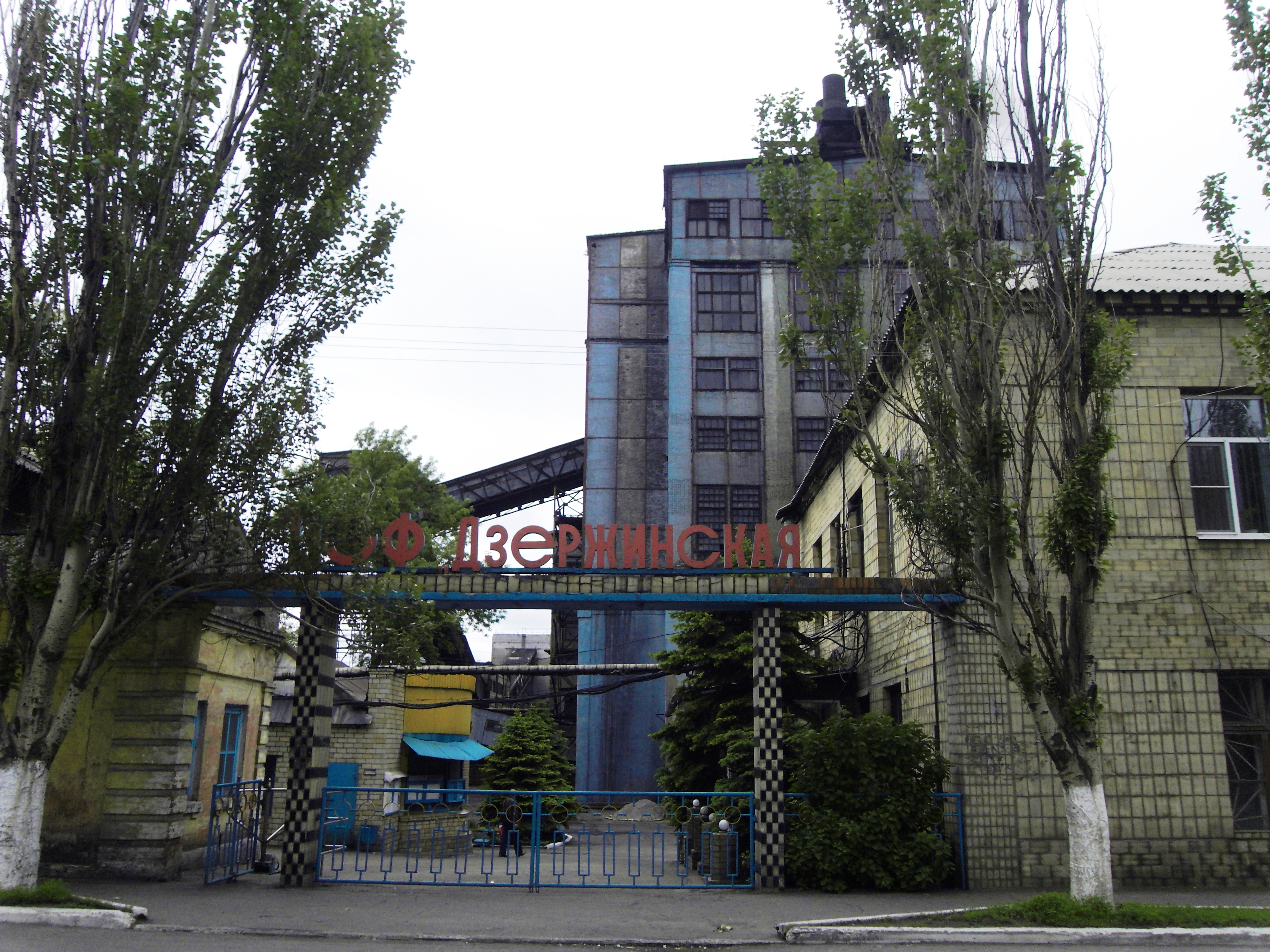
Центральная обогатительная фабрика

Шахта «Центральная» (до 2016 года — Шахта имени Дзержинского) — старейшая угольная шахта Донбасса и Украины, расположенная в городе Торецке, который ранее входил в состав Советского Союза. На сегодняшний день шахта входит в состав угледобывающего государственного предприятия «Торецкуголь». Находится по адресу ул. Историческая, 5.

## История
Шахта была основана в 1860 году как «Щербинский центральный рудник».

### Начало XX века
Щербинский каменноугольный рудник был расположен возле станции Кривой-Торец. При этом руднике была построена коксовальная фабрика с семьюдесятью печами новейшей системы Corvé. Производственная мощность рудника в 1900 году составляла более 20 миллионов пудов угля. В начале 1895 года рудник арендовали у крестьян села Щербиновка сроком на 30 лет. Первая шахта (Центральная) была заложена в октябре 1895 года. Месторождение состояло из 5 крутопадающих (под углом 40 градусов) каменноугольных пластов. Мощность пластов в 1900 году: Толстый — 1,40 метров, Пугачевка — 90 см, Аршинка — 70 см, Мазурка — 1,12 м. О пятом пласте сведений на начало XX века не имеется. Глубина Центральной шахты составляла 220 метров, второй — 370 м, третьей — 520 метров. Для работы на руднике использовалась техника «La Meuse». С центральной шахты водоотлив осуществлялся с помощью подземного насоса, который был приобретён на бельгийском заводе «Electricité et Hydraulique Société Anonyme à Charleroi». В 1900 году правление компании, владевшей шахтами, находилось в Париже, а директор-распорядитель, инженер Мациарли-де-Деллинести, жил в Харькове.

### XX век
В годы Великой Отечественной войны шахта была разрушена, её восстановили лишь к 1948 году, после чего было проведено несколько этапов реконструкции и технической модернизации: в 1951—1970 году углубили все 3 ствола, подключили вентиляторы главного проветривания, провели дегазацию диспетчерской связи. Шахта снова была реконструирована в 1988 году.
Пик добычи пришёлся на 1955—1961 годы — 1 млн тонн. В 1960 году в честь столетия она была награждена орденом Трудового Красного Знамени. Все пятилетние (1971—1975 и 1976—1980) планы шахта выполнила успешно — 469000 тонн в 1971—1975 и 433000 тонн соответственно; первый план был выполнен на 101 %, а второй на 103,7 %. За этот период шахта трижды становилась победителем на Всесоюзном соревновании.

### Настоящее время
В 2010 году шахта отметила своё 150-летие. В ней велась добыча ископаемых на глубине 1200 метров. Также планируется значительно модернизировать шахту, благодаря чему срок её эксплуатации продлится до 2030 года. В 2016 году в связи с декоммунизацией получила название «Центральная».
Во время российского вторжения на территории Украины шахта подвергалась обстрелам. После начала наступления на Торецк ВСУ превратили шахту и близлежащие терриконы в укреплённый район. Российские военные вели кровопролитные бои за район Забалка, южнее шахты. ВСУ контратаковали и удерживали позиции, но всё же отступили с микрорайона. Российская армия подошла к шахте с севера (микрорайона многоэтажных домов) и юга одновременно и начала штурм шахты и троих терриконов шахты.

### Аварии
- 4 января 2009 года в 4 утра произошёл взрыв метана. 8 горняков получили ожоги.
- 18 марта 2008 года в камере питания угольной загрузки от отравления метаном погиб работник, и ещё один его коллега находился в тяжёлом состоянии. Он был госпитализирован в центральную городскую больницу.
- С 2000 года на шахте ведутся работы по строительству горизонта на 1146 метров. Несмотря на то, что он был совсем новым, 4 января 2009 года на этом горизонте произошло воспламенение газовоздушной смеси без последующего горения[9].

## Известные персоналии
- Моисеенко Пётр Анисимович — русский революционер-рабочий. С мая 1902 года работал плотником на руднике.
- Степан Кириллович Рябошапка и Захар Устинович Козодоев — первые участники стахановского движения, установили рекорд угледобычи на руднике.
- Логвиненко, Михаил Ильич — советский шахтёр, начальник шахты № 1/3 «Кочегарка» в Донецкой области, Герой Социалистического Труда (1948). Трудился подмастерьем в мастерских Центрального рудника
- Шариф Камал — татарский писатель, работавший забойщиком в 1903—1904 годах.